# ローター・コラッツ
ローター・コラッツ（Lothar Collatz ドイツ語: [ˈkɔlaʦ]、1910年7月6日 - 1990年9月26日）は、ドイツの数学者である。
未だ未解決であるコラッツの問題を提起した。また、線型代数学における単調行列の導入（1952年）、ペロン＝フロベニウスの定理に関連するコラッツ＝ヴィーランド (Collatz-Wielandt) の公式、固有値の精度保証付き数値計算に用いられるコラッツの包含定理でも知られている。また、1957年に発表したウルリッヒ・シノゴヴィッツとの共同論文により、スペクトルグラフ理論の分野を確立した。

## 生涯
1910年7月6日にドイツ帝国ヴェストファーレン州アルンスベルクで生まれた。
1928年3月、シュテティーンのマリエンシュティフツ・ギムナジウムでアビトゥーアに合格した。その後、1928年から1933年にかけて、ベルリン大学、ミュンヘン大学、グライフスヴァルト大学、ゲッティンゲン大学などドイツ各地の大学で数学と物理学を学び、エルハルト・シュミット、リヒャルト・フォン・ミーゼス、ダフィット・ヒルベルト、エルヴィン・シュレーディンガー、リヒャルト・クーラント、コンスタンティン・カラテオドリの講義を聴講した。
1933年に教員になるための国家試験に合格した。1935年にアルフレート・クローゼ、エルハルト・シュミットの指導のもとで博士号を取得した。博士論文のタイトルは"Das Differenzenverfahren mit höherer Approximation für lineare Differentialgleichungen"（線形微分方程式のための高次近似を用いた有限差分法）だった。実際の指導はフォン・ミーゼスから受けていたが、フォン・ミーゼスは先祖にユダヤ人がいたためドイツを離れざるを得なくなった。
コラッツは1933年に突撃隊 (SA) に、1935年に国家社会主義講演者連盟に、1937年に国民社会主義ドイツ労働者党（ナチ党）に入った。
大学卒業後はベルリン大学で助手を務めた後、1935年から1937年までカールスルーエ工科大学に在籍し、1938年から1943年までカールスルーエ工科大学で私講師として働いた。第二次世界大戦中は、ダルムシュタット工科大学実用数学研究所でアルウィン・ヴァルターのもとでロケットの研究に従事した。
1940年にマーサ・トグニー (Martha Togny) と結婚した。
1943年からハノーファー大学教授、1952年からハンブルク大学教授を務めた。1953年、ハンブルク大学に応用数学研究所を設立した。1978年に定年退職して名誉教授となった後も、積極的に学会に参加した。1990年9月26日、ブルガリアのヴァルナで学会に出席中、心臓発作により急逝した。
国際産業数理・応用数理会議 (ICIAM) とドイツの応用数理・機械学会は共同で、1999年にコラッツ賞を制定した。

## 賞と栄誉
- 国立科学アカデミー・レオポルディーナ会員
- ボローニャ科学アカデミー（英語版）会員
- モデナアカデミー会員
- ハンブルク数学会（英語版）名誉会員
- サンパウロ大学、ウィーン工科大学、ダンディー大学（英語版）（スコットランド）、ブルネル大学ロンドン（英語版）、ハノーファー大学、ドレスデン工科大学より名誉学位を授与。

## 主な論文

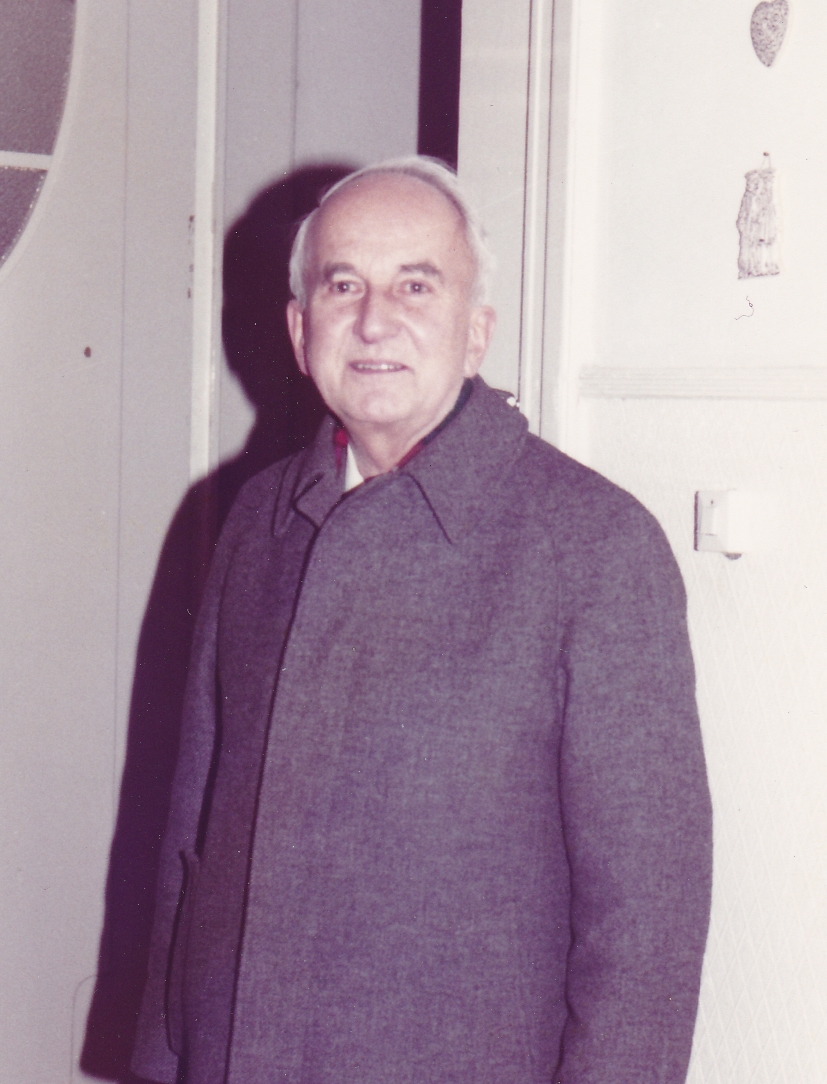
ローター・コラッツ（1984年）

- Das Differenzenverfahren mit höherer Approximation für lineare Differentialgleichungen (= Schriften des mathematischen Seminars und des Instituts für angewandte Mathematik der Universität Berlin –  Band 3/Heft 1), Leipzig 1935
- Eigenwertprobleme und ihre numerische Behandlung. Leipzig 1945
- Eigenwertaufgaben mit technischen Anwendungen. Leipzig 1949, 1963
- Numerische Behandlung von Differentialgleichungen. Berlin 1951,[10] 1955[11] (Eng. trans. 1966)
- Differentialgleichungen für Ingenieure. Stuttgart 1960
- with Wolfgang Wetterling: Optimierungsaufgaben Berlin 1966, 1971 (Eng. trans. 1975)
- Funktionalanalysis und Numerische Mathematik. Berlin 1964
- Differentialgleichungen. Eine Einführung unter besonderer Berücksichtigung der Anwendungen. Stuttgart, Teubner Verlag, 1966, 7th edn. 1990
- with Julius Albrecht: Aufgaben aus der angewandten Mathematik I. Gleichungen in einer und mehreren Variablen. Approximationen. Berlin 1972
- Numerische Methoden der Approximationstheorie. vol. 2. Vortragsauszüge der Tagung über Numerische Methoden der Approximationstheorie vom 3.-9. Juni 1973 im Mathematischen Forschungsinstitut Oberwolfach, Stuttgart 1975
- Approximationstheorie: Tschebyscheffsche Approximation und Anwendungen. Teubner 1973

## 情報源
- Lothar Collatz (July 6, 1910 – September 26, 1990), Journal of Approximation Theory, vol. 65, issue 1, April 1991, page II by Günter Meinardus and Günther Nürnberger
- Collatz, Lothar (1942), “Einschließungssatz für die charakteristischen Zahlen von Matrizen”, Mathematische Zeitschrift 48 (1):  221–226, doi:10.1007/BF01180013